# Bolinichthys photothorax
El linternilla alilargo (Bolinichthys photothorax), es una especie de pez marino de la familia de los mictófidos o peces linterna.

## Morfología
Su longitud máxima descrita es de 7'3 cm, Tanto en la aleta dorsal como en la aleta anal no tienen espinas y tienen poco más de una docena de radios blandos. Son luminiscentes, con hileras de fotóforos a lo largo de su cuerpo. Alcanzan la madurez sexual cuando llegan a un tamaño de 5'4 cm.

## Distribución y hábitat
Es un pez marino bati-pelágico de aguas profundas, oceanódromo, que habita en un rango de profundidad entre 40 y 750 metros Se distribuye por la mayor parte del océano Atlántico, incluido el mar Caribe, así como por el océano Pacífico entre 30° de latitud norte y los 25° sur y por el océano Índico entre los 10º de latitud norte y los 30° sur.
Su hábitat es el mar de altura, donde realizan migraciones verticales diarias, encontrándose durante el día entre los 425 y 750 metros mientras que por la noche ascienden entre los 40 y 500 m, con un máximo de abundancia a los 75 m de profundidad.